# Мамонтов, Михаил Анатольевич
Михаи́л Анато́льевич Ма́монтов (1865—1920) — русский живописец-пейзажист, издатель.

## Биография
Михаил Анатольевич Мамонтов родился в 1865 году.
Отец — потомственный почётный гражданин, издатель Анатолий Иванович Мамонтов (1839–1905), родной брат промышленника и мецената Саввы Мамонтова и, как и он, был собирателем произведений современных русских художников.
Михаил Анатольевич Мамонтов учился в Московском училище живописи, ваяния и зодчества у В. Д. Поленова и Киселёва[уточнить].
- С 1865 года — участник выставок. Картины художника выставлялись:
  - Московским Товариществом Художников,
  - объединением «Мир искусства»,
  - объединением «Союз русских художников»
  - и др.

Мамонтов входил в объединение «Союз русских художников» на правах учредителя.
Писал он преимущественно пейзажи.
В Государственной Третьяковской Галерее представлены две его картины:
- 1887 год — «Дорога через овраг» и
- 1901 год — «Осень».

Михаил Анатольевич был расстрелян в 1920 году «за недонесение». Точная дата неизвестна. Последнее письмо из тюрьмы было датировано январём 1920 года.